# În familie
În familie (titlu original în franceză: En famille) este un roman de Hector Malot, publicat în 1893.

## Prezentare
În familie, al cărui titlu face ecou la Fără familie/Singur pe lume, publicată în 1878, este cea de-a cincizecea lucrare a lui Malot, operă care denunță condițiile de muncă, în special cele ale copiilor. 
Hector Malot a militat, de asemenea, pentru dreptul la divorț, reforma legii privind spitalele de psihiatrie, sau chiar drepturile copiilor naturali.
În linia poveștilor despre copii în căutarea originilor lor, acest roman "popular" se concentrează de asemenea pe problema socială care preocupa pe mulți scriitori din epocă.

## Teme
Acest roman povestește destinul unei tinere orfane de aproximativ 12 ani, Perrine (care este, de asemenea, primul nume al nepoatei lui Malot). Pe de altă parte, cartea prezintă viața și evoluția unui mare complex industrial de la sfârșitul Format:Secolul XIX-lea: uzinele Saint Frères din valea Nievrei, la Flixecourt în Somme (80).

## Premii și distincții
- În familie a fost încoronat de către Academia franceză (premiul Montijon)[2].